# Jan Růžička (fotbalista)
Jan Růžička (* 26. srpna 1984 v Praze) je český fotbalový obránce, od července 2014 působící v MFK Karviná.

## Klubová kariéra
Svoji fotbalovou kariéru začal v Unionu Žižkov, odkud zamířil v roce 1996 ještě jako dorostenec do Bohemians Praha 1905. O 8 let později zamířil do Sokolu Libiše. V roce 2005 se vrátil zpět do Bohemians. Před jarní částí sezony 2009/10 odešel hostovat do Zenitu Čáslav. V červenci 2014 odešel na hostování do Karviné.